# Nitraria roborowskii
Nitraria roborowskii là một loài thực vật có hoa trong họ Nitrariaceae. Loài này được Kom. mô tả khoa học đầu tiên năm 1908.